# Bayhoca Bey
 (décembre 2020).
Si vous disposez d'ouvrages ou d'articles de référence ou si vous connaissez des sites web de qualité traitant du thème abordé ici, merci de compléter l'article en donnant les références utiles à sa vérifiabilité et en les liant à la section « Notes et références ».
Bayhoca Bey ou Saruhan Beyhoca Bey (en arabe : بايخوجا بن سارو باطو صاووجي بك), né vers 1268 à Domaniç et mort vers 1284 à Hamzabey, İnegöl. Il est le fils de Saru Batu Savcı Bey, qui est le frère d'Osman Ier, le fondateur de l'Empire ottoman.

## Biographie

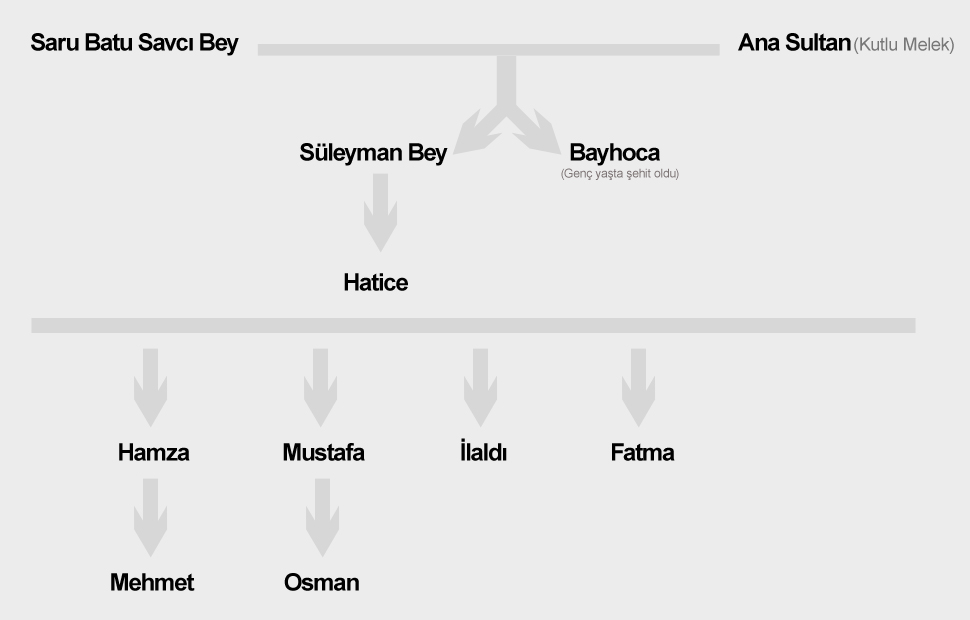
Ascendance de Bayhoca Bey.

Il est l'un des deux fils de Saru Batu Savcı Bey. Sa mère était Kutlu Melek.
Il est mort lors de la Bataille de mont Arménie qui s'est produite en 1284 avant la fondation de l'Empire ottoman, est également connue dans les anciennes sources ottomanes comme (en turc: Cebel-i Ermeniyye). Il s'agit de la première bataille de l'empire avant sa création.
La tribu Kayı a triomphé dans cette bataille décisive et Bayhoca Bey est décédé dans cette bataille.
Bayhoca Bey a aussi un frère nommé Süleyman Bey.

### Bayhoca Bey dans la culture populaire
Dans la série télévisée turque Kuruluş: Osman, il est interprété par Yağızkan Dikmen.